# 超格子
超格子（ちょうこうし、英語: Superlattice）とは、複数の種類の結晶格子の重ね合わせにより、その周期構造が基本単位格子より長くなった結晶格子のこと。

## 概要
簡単な場合として、2次元の二元合金（金属原子AとBとからなるとする）を考える。各原子A、Bが2次元の正方格子（格子の周期を1とする）の各格子点上に、同じ種類の原子同士が隣り合わないように互い違いに配列する場合、A、Bそれぞれの原子は周期{\displaystyle {\sqrt {2}}}（かつ元の正方格子に対し45度傾いた）の正方格子を形成する。このような構造を超格子構造（超構造、規則格子構造とも言う）という。そして、それぞれA原子、B原子がそれぞれ形成する格子を副格子または部分格子と言う（A、Bの各副格子が重なり合っている）。これは3次元での現実の合金でも同様な定義が可能である。
超格子には、規則合金での超格子（これは自然界に存在）以外に人工的な超格子（この場合、人工格子とも言われる）が存在する。人工的な超格子は、結晶基板表面上に分子線エピタキシー法(MBE)や有機金属気相成長法(MOCVD)などの手法を使って、一原子層毎に複数の種類の原子を積層させて造られる。特に、半導体超格子は、積層の厚さの加減や原子の種類の選択などにより、そのバンド構造を比較的自由に制御することができ、デバイスへの応用が期待されている。
超格子には、他に磁性格子などがある。

## 文献
- 日本物理学会. "半導体超格子の物理と応用." 第 2 章 (安藤), 培風館 (1984).
- 小長井誠. "半導体超格子入門." 培風館 (1987).
- 江崎玲於奈, 榊裕之. "超格子ヘテロ構造デバイス." 工業調査会 (1988).
- 岡本紘. "超格子構造の光物性と応用." コロナ社, 東京都 (1988).
- 加藤文夫. "超格子構造における共鳴トンネル現象の解析." 電子情報通信学会論文誌 C 71.1 (1988): 59-67.

## 特許
- 金属ナノ粒子低対称性二次元超格子の製造方法
- 超格子デバイス及びそこで用いる直立型超格子の製造方法